# Milton Ross
Milton Ross, nato Arthur Milton Lunt (Santa Clara, 2 dicembre 1872 – Los Angeles, 6 settembre 1941), è stato un attore statunitense che lavorò nel cinema all'epoca del muto.

## Filmografia
- Freckles, regia di Scott Sidney - cortometraggio (1914)
- The Darkening Trail, regia di William S. Hart (1915)
- Shorty's Ranch, regia di Scott Sidney - cortometraggio (1915)
- The Painted Soul, regia di Scott Sidney (1915)
- The Green Swamp, regia di Scott Sidney (1916)
- The Patriot, regia di William S. Hart (1916)
- Truthful Tulliver, regia di William S. Hart (1917)
- The Gunfighter, regia di William S. Hart (1917)
- The Desert Man, regia di William S. Hart (1917)
- The Square Deal Man, regia di William S. Hart (1917)
- Time Locks and Diamonds, regia di Walter Edwards (1917)
- Golden Rule Kate, regia di Reginald Barker (1917)
- Idolators, regia di Walter Edwards (1917)
- The Silent Man, regia di William S. Hart (1917)
- The Narrow Trail, regia di William S. Hart e Lambert Hillyer (1917)
- Flare-Up Sal, regia di Roy William Neill (1918)
- The Tiger Man, regia di William S. Hart (1918)
- The Mating of Marcella, regia di Roy William Neill (1918)
- His Own Home Town, regia di Victor Schertzinger (1918)
- A Nine O'Clock Town, regia di Victor Schertzinger (1918)
- Riddle Gawne, regia di William S. Hart e Lambert Hillyer (1918)
- The False Faces, regia di Irvin Willat (1919)
- The End of the Game, regia di Jesse D. Hampton (1919)
- The Exquisite Thief, regia di Tod Browning (1919)
- Pretty Smooth, regia di Rollin S. Sturgeon (1919)
- La fiamma del deserto (Flame of the Desert), regia di Reginald Barker (1919)
- A Woman of Pleasure, regia di Wallace Worsley (1919)
- Duds, regia di Thomas R. Mills (1920)
- The Little Shepherd of Kingdom Come, regia di Wallace Worsley (1920)
- Dangerous Days, regia di Reginald Barker (1920)
- La donna e il burattino (The Woman and the Puppet), regia di Reginald Barker (1920)
- The Penalty, regia di Wallace Worsley (1920)
- 813, regia di Charles Christie, Scott Sidney (1920)
- The Killer, regia di Jack Conway e Howard C. Hickman (1921)
- Boys Will Be Boys, regia di Clarence G. Badger (1921)
- The Night Rose rinominato Voices of the City, regia di Wallace Worsley (1921)
- The Girl from Rocky Point, regia di Fred Becker (1922)
- Western Speed, regia di Scott R. Dunlap, C.R. Wallace, William Wallace (1922)
- Gay and Devilish, regia di William A. Seiter (1922)
- Alias Julius Caesar, regia di Charles Ray (1922)
- Bells of San Juan, regia di Scott R. Dunlap (1922)
- Fortune's Mask, regia di Robert Ensminger (1922)
- Back Fire, regia di Alvin J. Neitz (Alan James) (1922)
- The Boss of Camp Four, regia di W. S. Van Dyke (1922)
- Alias the Night Wind,regia di Joseph Franz (1923)
- Salomy Jane, regia di George Melford (1923)
- Senza quartiere (The Virginian), regia di Tom Forman (1923)
- Down by the Rio Grande, regia di Alvin J. Neitz (1924)
- Call of the Mate, regia di Alvin J. Neitz (1924)
- Breed of the Border, regia di Harry Garson (1924)
- Heads Up, regia di Harry Garson (1925)